# Петржела, Властимил
Властими́л Петрже́ла (чеш. Vlastimil Petržela; род. 20 июля 1953, Простеёв, Чехословакия) — чехословацкий футболист, чехословацкий и чешский тренер, игрок сборной Чехословакии, участник чемпионата мира по футболу 1982 года.

## Биография
Родился в Простеёве в 1953 году. Как игрок начал карьеру в команде «Сокол» (Краслице-на-Гане), позже играл за «Железарни» (Простеёв). В сезоне 1974/75 перешёл в клуб «Зброёвка». В 1976 году вернулся и до 1978 года выступал за «Железарни». В 1978 перешёл в «Сигму ЗТС», где провёл два года. Во время военной службы, с 1980 по 1981 год, играл за клуб «Руда Гвезда». Позже его купила команда «Славия (Прага)». Не имея опыта игры в главной сборной Чехословакии, в 1982 году был включен в заявку на чемпионат мира 1982 в Испании, и 17 июня 1982 года дебютировал за сборную, выйдя на замену в матче группового этапа против сборной Кувейта. 7 марта 1983 года сыграл второй и последний матч за сборную против Кипра, на этот раз отыграл полный матч. В 1985 году он завершил карьеру из-за хронической травмы, хотя, позже сыграл несколько матчей за клуб «Холупице».
Главный тренер «Зенит» Санкт-Петербург с 29 ноября 2002 по 3 мая 2006 года. С августа 2007 года по 4 января 2008 работал главным тренером азербайджанского клуба «Нефтчи» Баку.
В 2008 году отказался тренировать кипрский АЕЛ (Лимасол), также рассматривался кандидатом на должность главного тренера клубов первого российского дивизиона «Салют-Энергия» Белгород и «Волга» Ульяновск. В 2008 году прошёл курс лечения от гэмблинг-зависимости. 10 июня 2009 возглавил футбольный клуб «Виктория Жижков», который покинул Гамбринус Лигу и в следующем сезоне выступал во втором дивизионе чешского футбола. Контракт с «Викторией» был подписан на 3 года. Автор книги «Однажды в России или z Česku — z laskou» (СПб., 2007; в соавторстве с Иваном Жидковым).
В 2010—2012 гг. — тренер словацкого «Земплина» из Михаловце.
В январе 2016 года возглавил остравский «Баник», в 2017 году был консультантом президента клуба. С марта по май 2018 года являлся главным тренером клуба «Фастав» (Злин).

## Статистика выступлений за сборную
| № | Дата          | Оппонент | Счёт | Голы | Соревнование            |
| - | ------------- | -------- | ---- | ---- | ----------------------- |
| 1 | 17 июня 1982  | Кувейт   | 1:1  |      | ЧМ 1982. 1 раунд        |
| 2 | 27 марта 1983 | Кипр     | 1:1  |      | Отборочный матч ЧЕ 1984 |

## Достижения
Командные
«Спарта»
- Обладатель Кубка Чехии: 1995/96

«Богемианс»
- Победитель второй лиги Чехии: 1998/99

«Зенит»
- Серебряный призёр чемпионата России: 2003
- Обладатель Кубка Премьер-Лиги: 2003

Личные
- Тренер года в Чехии: 1994